# Zhilong
Zhilong är en köping i sydöstra Kina. Den ligger i Yangxi härad i staden Yangjiang i provinsen Guangdong, omkring 230 kilometer sydväst om provinshuvudstaden Guangzhou. Antalet invånare är 121 699. Befolkningen består av 56 180 kvinnor och 65 519 män. Barn under 15 år utgör 18,0 %, vuxna 15-64 år 73 %, och äldre över 65 år 8,0 %.